# Jodi Bragassa
Jodi Bragassa (* 2. Mai 1968) ist eine US-amerikanische Langstreckenläuferin, Triathletin, Skilangläuferin und frühere Crosslauf-Sommer-Biathletin.
Jodi Bragassa hatte ihren größten internationalen Erfolg mit der Teilnahme an den Sommerbiathlon-Weltmeisterschaften 2003 in Forni Avoltri. Im Sprint wurde sie mit sechs Fehlern 17., im Verfolgungsrennen verbesserte sie sich bei acht Fehlern um einen Rang und kam mit zehn Fehlern im Massenstartrennen auf den 15. Platz. Im Jahr zuvor wurde sie hinter Ann Sorenson und Jaime Mueller Dritte beim traditionellen Darkhorse Summer Biathlon auf der Bohart Ranch.
Die Athletin aus Rigby startet seit mehreren Jahren beim Teton Dram Marathon, einem Halbmarathon. 2007 wurde sie 46., 2009  60., 2011 29. (nur 10 Kilometer). 2012 wurde Bragassa bei Just Cuz Half Marathon Elfte. Beim Harriman’s Feathers ’n’ Fins Skiathon wurde sie 2009 über 10-Kilometer-Skilanglauf Zweite.

## Belege
1. ↑  Sorenson, Hammer win Dark Horse Summer Biathlon
2. ↑  Teton Dam Marathon 06/09/07
3. ↑  Teton Dam Marathon & Races 06/13/09
4. ↑  Teton Dam Marathon 06/11/11
5. ↑  justcuzhalfmarathon.blogspot.de
6. ↑  Fifty skiers enjoy Harriman’s Feathers ’n’ Fins Skiathon (Seite nicht mehr abrufbar, festgestellt im April 2018. Suche in Webarchiven)  Info: Der Link wurde automatisch als defekt markiert. Bitte prüfe den Link gemäß Anleitung und entferne dann diesen Hinweis.

| Personendaten    | Personendaten                                                                                       |
| ---------------- | --------------------------------------------------------------------------------------------------- |
| NAME             | Bragassa, Jodi                                                                                      |
| KURZBESCHREIBUNG | US-amerikanische Langstreckenläuferin, Triathletin, Skilangläuferin und Crosslauf-Sommer-Biathletin |
| GEBURTSDATUM     | 2. Mai 1968                                                                                         |